# 忍城
36°8′13.74″N 139°27′10.36″E / 36.1371500°N 139.4528778°E
忍城（おしじょう）是位在埼玉縣行田市的一座城。別名忍之浮城、龜城。為埼玉縣指定史蹟。是日本戰國關東七名城之一，亦是江戶時代忍藩之藩廳所在地。忍城水攻是日本三大水攻之一。
此城位在利根川與荒川之間，有自然堤防的優勢條件，雖遭受數次的攻城，卻未曾被攻陷過。

## 歷史
忍城據說在室町時代文明年間（15世紀後期），由治理該區域的成田氏所建，直到天正18年（1590年）為止，皆為成田氏的居城。
天正18年（1590年）豐臣秀吉發起小田原征伐，因成田氏臣屬於後北條氏，忍城遭受豐臣軍的攻擊，當時為城主的成田氏長率領援軍前往小田原城，由成田泰季擔任城代，當時約有三千餘軍堅守城池，包含侍、足輕和村民等。豐臣方則是由石田三成作為總大將，雖然三成打算在利根川上建設堤防，運用水攻攻陷忍城，最終效果不彰，亦無法攻入城內（忍城之戰）。後來因小田原城開城投降，忍城才隨之開城。
同年，德川家康轉封關東，於文祿元年（1592年）由家康的四子松平忠吉擔任城主，寬永16年（1592年）由任職幕府老中職位的阿部忠秋接負其位，進行整備忍城跟城下町的工作。
文政六年（1823年）阿部氏移封至白河藩，直到明治維新皆為奥平松平氏擔任城主之職。
明治4年（1871年）因廢藩置縣政策而廢城，之後將城跡整備成公園（「成田公園」，後改為「忍城址公園」）。
平成29年（2017年），被選為續日本100名城(118號)。

## 城主一覧
- 成田氏
  1. 成田顯泰
  2. 成田親泰
  3. 成田長泰
  4. 成田氏長（日语：成田氏長）

- 深溝松平氏
  1. 松平家忠（日语：松平家忠）

- 東条松平氏
  1. 松平忠吉

- 大河内松平氏（忍藩主）
  1. 松平信綱

- 阿部氏（忍藩主）
  1. 阿部忠秋
  2. 阿部正能
  3. 阿部正武
  4. 阿部正喬
  5. 阿部正允
  6. 阿部正敏
  7. 阿部正識
  8. 阿部正由
  9. 阿部正權

- 奥平松平氏（忍藩主）
  1. 松平忠堯（日语：松平忠堯）
  2. 松平忠彥（日语：松平忠彦）
  3. 松平忠國（日语：松平忠国）
  4. 松平忠誠（日语：松平忠誠）
  5. 松平忠敬（日语：松平忠敬）

## 與忍城相關的作品
- 傀儡之城（日语：のぼうの城）

## 備註
1. ↑  .   [2021-08-14]. （原始内容存档于2021-08-14）.

## 關連項目
- 太田城、高松城（其他的日本三大水攻之城）
- 水城公園（日语：水城公園）

## 外部連結
- 行田市郷土博物館 （页面存档备份，存于）